# رأس صولجان العقرب
رأس صولجان العقرب (المعروف أيضًا باسم "رأس صولجان العقرب الكبير") هو صولجان مزخرف من مصر القديمة، تم اكتشافه بواسطة عالم آثار بريطاني جيمس كويبل وفريدريك جرين في ما أطلقوا عليه الرواسب الرئيسية في معبد حورس بـ نخن خلال موسم الحفر 1897-1898. يبلغ طوله 25 سنتيمترًا، وهو مصنوع من الحجر الجيري، وله شكل كمثري، وينسب إلى الملك العقرب (حوالي 3200-3000 قبل الميلاد) بسبب الرمز الخاص بـ العقرب المنقوش بالقرب من صورة ملك يرتدي التاج الأبيض لمصر العليا.
يُشار إلى رأس صولجان آخر أصغر يظهر فيه العقرب مرتديًا التاج الأحمر لمصر السفلى باسم "رأس صولجان العقرب الصغير".

## وصف رؤوس الصولجان

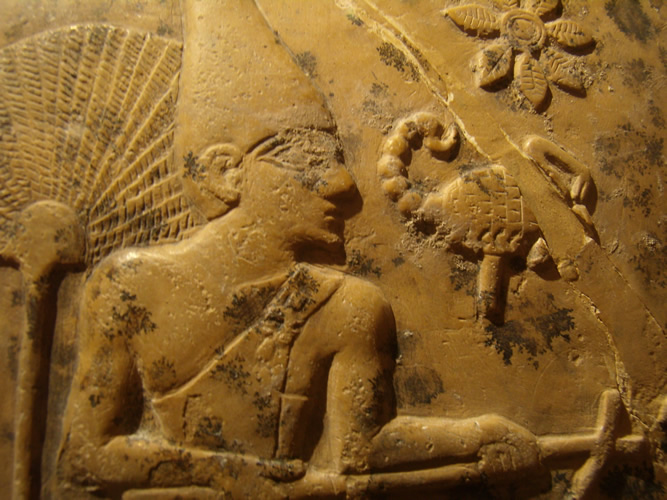
رأس صولجان العقرب (تفصيل) (متحف آشموليان)

### التقاليد التصويرية المصرية
كانت تصويرات مصر القديمة تتبع عددًا من التقاليد. لم يكن المنظور معروفًا، لذلك غالبًا ما تم التلميح إلى العمق عبر تصوير المشاهد البعيدة أعلى من القريبة. كان يتم تصوير الجزء السفلي من جسم الناس وأرجلهم وأذرعهم ورؤوسهم من الجانب، بينما كان يتم تصوير جذعهم من الأمام، وكذلك العين. كانت الأرجل دائمًا متباعدة. وكان الحجم غالبًا يعتمد على المكانة، حيث كان يتم تصوير الملوك أكبر من مرؤوسيهم.

### رأس صولجان العقرب الكبير
على رأس الصولجان، يظهر الملك مرتديًا ذيل ثور، ويقف بجوار جسم مائي، على الأرجح قناة، ويحمل معزقة. يرتدي التاج الأبيض الخاص بمصر العليا ويصاحبه حاملان للمراوح. يظهر عقرب ووردة بالقرب من رأسه. يواجه رجلاً يحمل سلة ورجالاً يحملون معايير. على ضفاف القناة، يعمل عدد من الرجال. في خلفية موكب الملك توجد بعض النباتات، ومجموعة من النساء يصفقن بأيديهن، ومجموعة صغيرة من الأشخاص جميعهم يديرون ظهورهم للملك. في السجل العلوي يوجد صف من رايات المقاطعات. يتدلى من كل معيار طائر مربوط من رقبته.

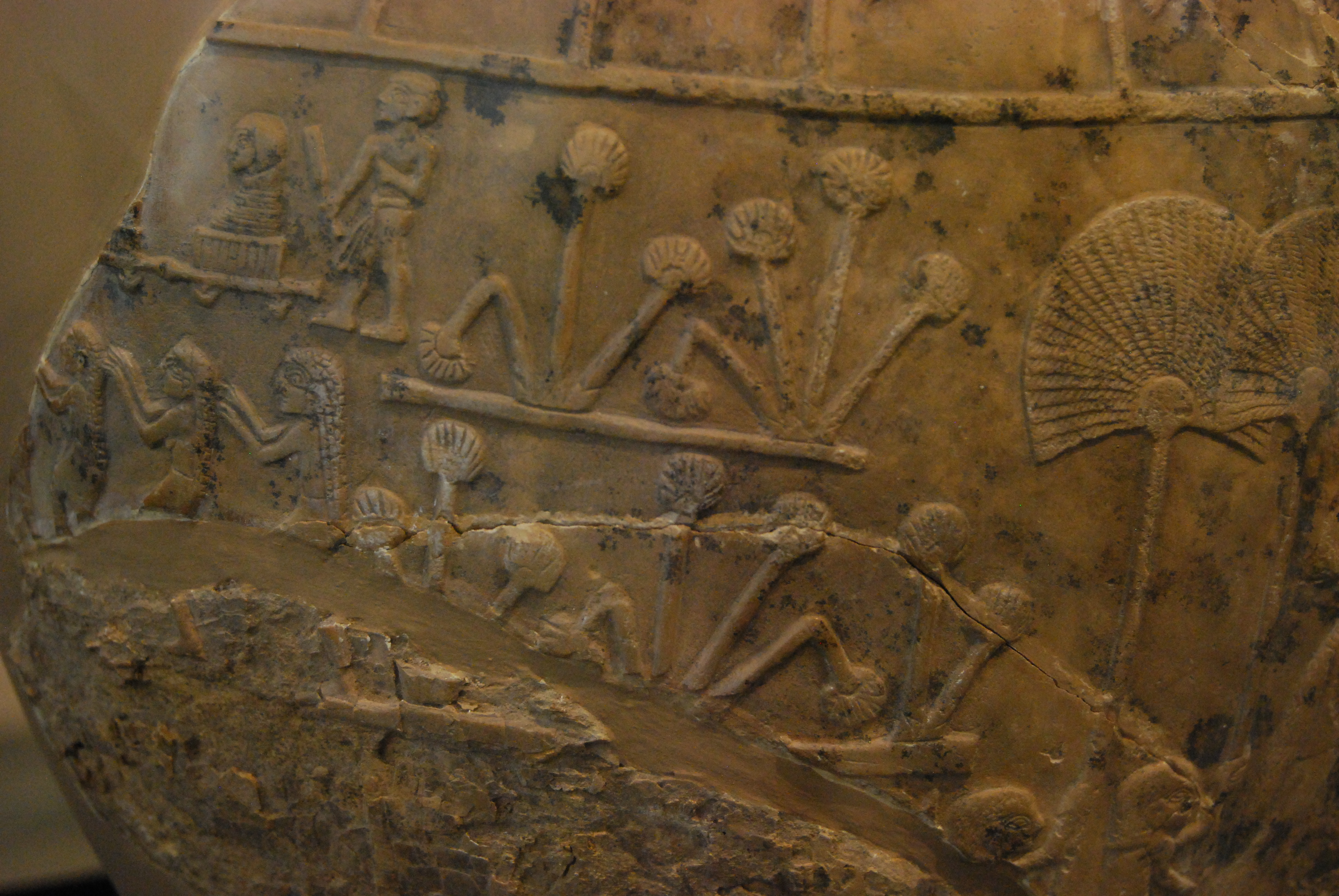
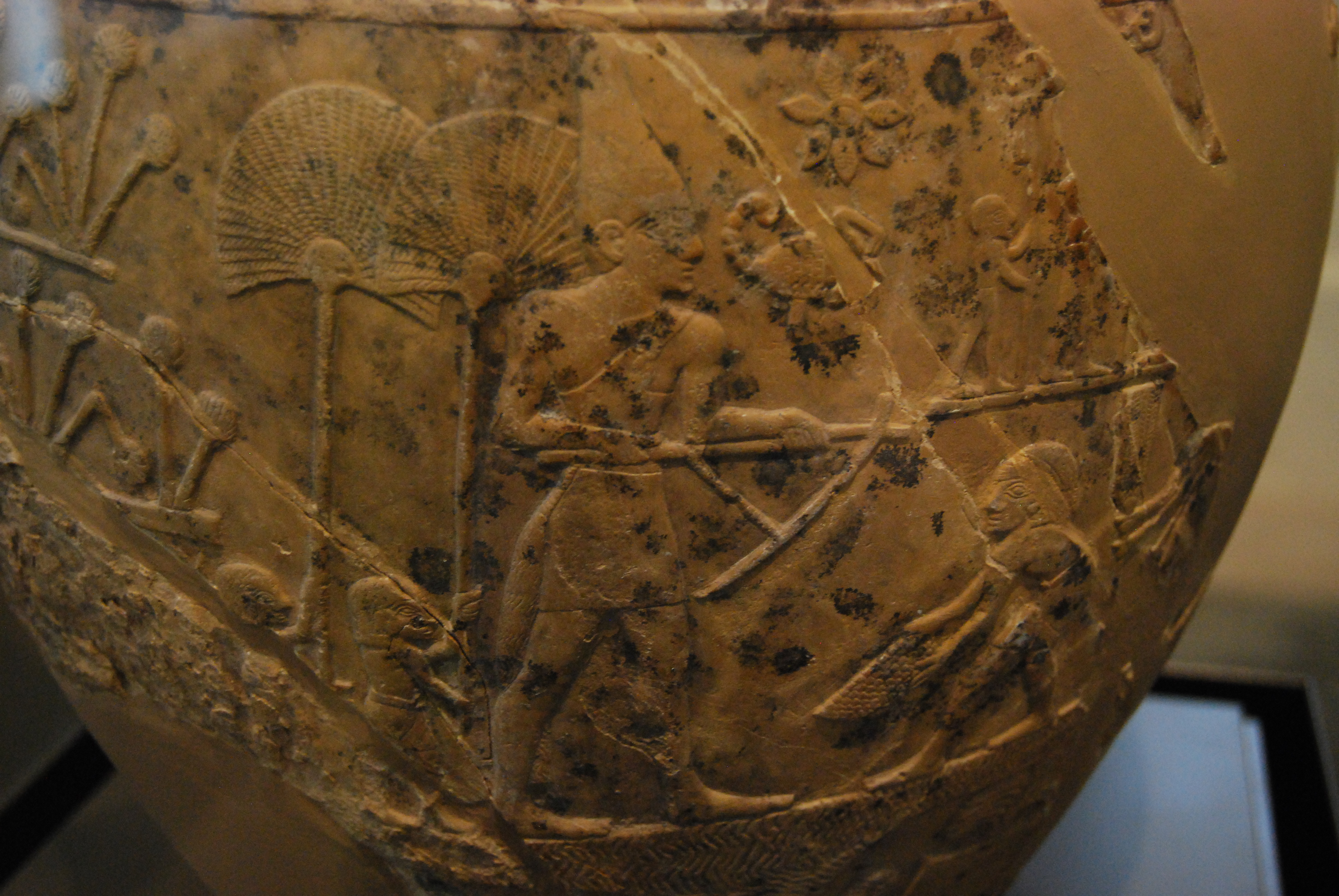

### رأس صولجان العقرب الصغير
تبقى القليل من هذا الصولجان ورموزه: ملك يرتدي التاج الأحمر لمصر السفلى، جالس على عرش تحت مظلة، يحمل سوط. بجوار رأسه صور لعقرب ووردة. يقابله صقر قد يكون ممسكًا بطرف حبل في أحد مخالبه – وهو نقش موجود أيضًا على لوحة نعرمر.

## روابط خارجية
- متحف آشموليان